# Kapuśniak
Kapuśniak – zupa z poszatkowanej kapusty głowiastej (świeżej lub kiszonej) i warzyw, często na wywarze z wędzonego boczku lub z żeberek. Znana w kuchni polskiej, góralskiej – kwaśnica (tam przygotowywana z kiszonej kapusty), słowackiej – kapustnica (z kiszonej kapusty), ukraińskiej – капусняк. Na Pomorzu wyróżnia się kapuśniak ze względu na sposób przygotowania kapusty, tj. szarpak (kapuśniak borowiacki), jeśli użyto kapusty kiszonej, oraz parzybroda, jeśli użyto kapusty świeżej.